# پس باغ شمشیر
پس باغ شمشیر، روستایی از توابع بخش بهمئی گرمسیری شهرستان بهمئی در استان کهگیلویه و بویراحمد ایران است.

## جمعیت
این روستا در دهستان ممبی قرار دارد و براساس سرشماری مرکز آمار ایران در سال ۱۳۸۵، جمعیت آن ۱۶۲ نفر (۳۳خانوار) بوده‌است.
علت نامگذاری پسوند شمشیر این روستا نیز، کدخدای نامی آن منطقه یعنی قاید شمشیر دموری نژاد است که علاوه بر انجام امور ریش سفیدی در روستا به بحث های کلان سیاسی و اجتماعی مردمان ایل بهمیی می پرداخت.